# Cethosia gabrielis
Cethosia gabrielis är en fjärilsart som beskrevs av Rothschild 1898. Cethosia gabrielis ingår i släktet Cethosia och familjen praktfjärilar. Inga underarter finns listade i Catalogue of Life.